# Acrofonia
Acrofonia (do grego "acro": "princípio", "cabeça" + "phonos": som) é a função de dar às letras de um sistema de escrita (alfabeto) uma denominação, de modo que o nome de cada letra começa com essa mesma letra. Por exemplo, A, "alpha", "amarelo" e "amor" são termos acrofônicas da letra A.
A acrofonia canônica é um sistema de escrita ideográfica ou pictórica, em que tanto o nome da letra como seu glifo  representam a mesma coisa ou conceito. Por exemplo, este seria o caso se a letra A em espanhol, chamado "anel" e tinha a forma de um anel.
O paradigma dos alfabetos acrofônicos é a Escrita protossinaítica, em que a letra A, que representa o som / a /, tem um pictograma mostrando um boi, sendo chamado realmente de "boi" -alp. O alfabeto latino descende da Escrita e ainda é possível se adivinhar no seu  símbolo para o A (de cabeça para baixo) a cabeça estilizada de um boi.
A segunda letra do alfabeto fenício é bet que significa "casa" e que se parece com um “abrigo” e que representa o som / b /. Além disso, após a transição para o Alfabeto Grego mantiveram uma semelhança ao falar algumas letras, sendo o foco as duas primeiras (Aleph-Beth) que se tornaram Alpha e Beta sendo essas duas a origem do termo "alfabeto" - outro exemplo em que o início de uma palavra é usado para designar todo o elemento, era uma prática comum na antiguidade no Oriente Médio.
Tanto o Alfabeto glagolítico como cirílico antigo, mesmo não sendo formados por ideogramas , tinham suas letras denominadas de forma acrofônica. As letras que equivalem (para nossa escrita) a representam / a, b, v, g, d, e / são chamadas Az - Buki – Vedi - Glagol  – Dobro - Est'. Se as letras são nomeados em ordem, recita-se um poema mnemônico que ajuda os alunos a aprender e estudar o alfabeto e os estudiosos: Az 'buki vedi, glagol' dobro est, cujo significado é “eu sei a letra, a palavra é bom", em Língua Paleo-Eslava.
Na ortografia da língua irlandesa antiga e também em Ogham, as letras foram inicialmente chamadas com nomes de árvores. Por exemplo A era Ailm (abeto branco), B era Beith (bétula), C era  coll (avelã). Nos alfabetos  germânicos oriundos de runas também se verificava a Acrofonia. Por exemplo, as três primeiras letras que representavam os  sons / F, U, Th /, foram nomeados Fé, Ur, Qui em língua Norse (riqueza, escória/chuva, gigante) , ou seja Feoh, Ur, Espinho em Inglês Antigo (riqueza, boi, espinho). Ambos os conjuntos de nomes provavelmente resultaram nos termos da língua proto-germânica - Fehu, Uruz, Thurisaz.
Rudyard Kipling dá uma descrição ficcional do processo de fazer uma língua, um alfabeto, em uma de suas Just So Stories.
Na moderna radiotelefonia e em usos para navegação e aviação se faz uso de um alfabeto próprio, o chamado alfabeto ortográfico]] s (o mais conhecido dos quais é o alfabeto fonético da OTAN que apresenta as letras Alpha, Bravo, Charlie, Delta, etc., no qual às letras do alfabeto Inglês são arbitrariamente atribuídas palavras e nomes de maneira acrofônicas para evitar mal-entendidos.
Em muitas nações, as notas do solfejo musical (dó, ré, mi, fa, sol, la ,si) derivam seus nomes da primeira sílaba de cada um dos sete versos do poema Hino a São João de Guido D'Arezzo:.
- Ut queant laxis (mais tarde alterada para Do)
- Resonare fibris
- Mira gestorum
- Famuli tuorum
- Solve polluti
- Labii reatum
- Sancte Ioannes (aqui valeram as iniciais S e I)